# Habenaria jaliscana
Habenaria jaliscana là một loài thực vật có hoa trong họ Lan. Loài này được S.Watson mô tả khoa học đầu tiên năm 1887.